# 道格拉斯DC-6
道格拉斯DC-6是由道格拉斯飞行器公司在1946年到1958年间生产的一种活塞动力商用客机／运输机。最初是为從事軍事運輸而设计的，但自第二次世界大戰結束後，道格拉斯公司便将DC-6改為民航運輸，在中远程航线上對抗洛克希德公司的星座式飛機。该型飞机一共生产了700余架，并且至今仍有一部分执行着货运，军事和森林火灾控制的任务。
DC-6的美国空军军用型号是C-118「举重霸王」，美国海军在1962年和空军统一编号之前则称其为R6D。

## 设计和开发
1944年，美國陸軍航空軍开始了XC-112，也就是DC-6的发展计划。航空軍希望得到一款比C-54「空中霸王」更大，引擎更强并且机舱加压的运输机。但XC-112开始试飞时，第二次世界大战的结束使得陆航軍撤销了此机型的开发任务。
于是。道格拉斯将XC-112原型机改装成了民用客机，并且于1947年3月交付了第一架DC-6的正式生产型。但是，一系列神秘的空中火灾（包括联合航空608号班机坠毁事故）使得DC-6机队被全面停飞。调查发现，事故原因是靠近机舱空调涡轮机进气口的一个燃料槽通风孔所致。在修复了这个问题之后，所有的DC-6都重新投入了运营，并且在停飞四个月之后再次开始商业飞行。

## 營運历史

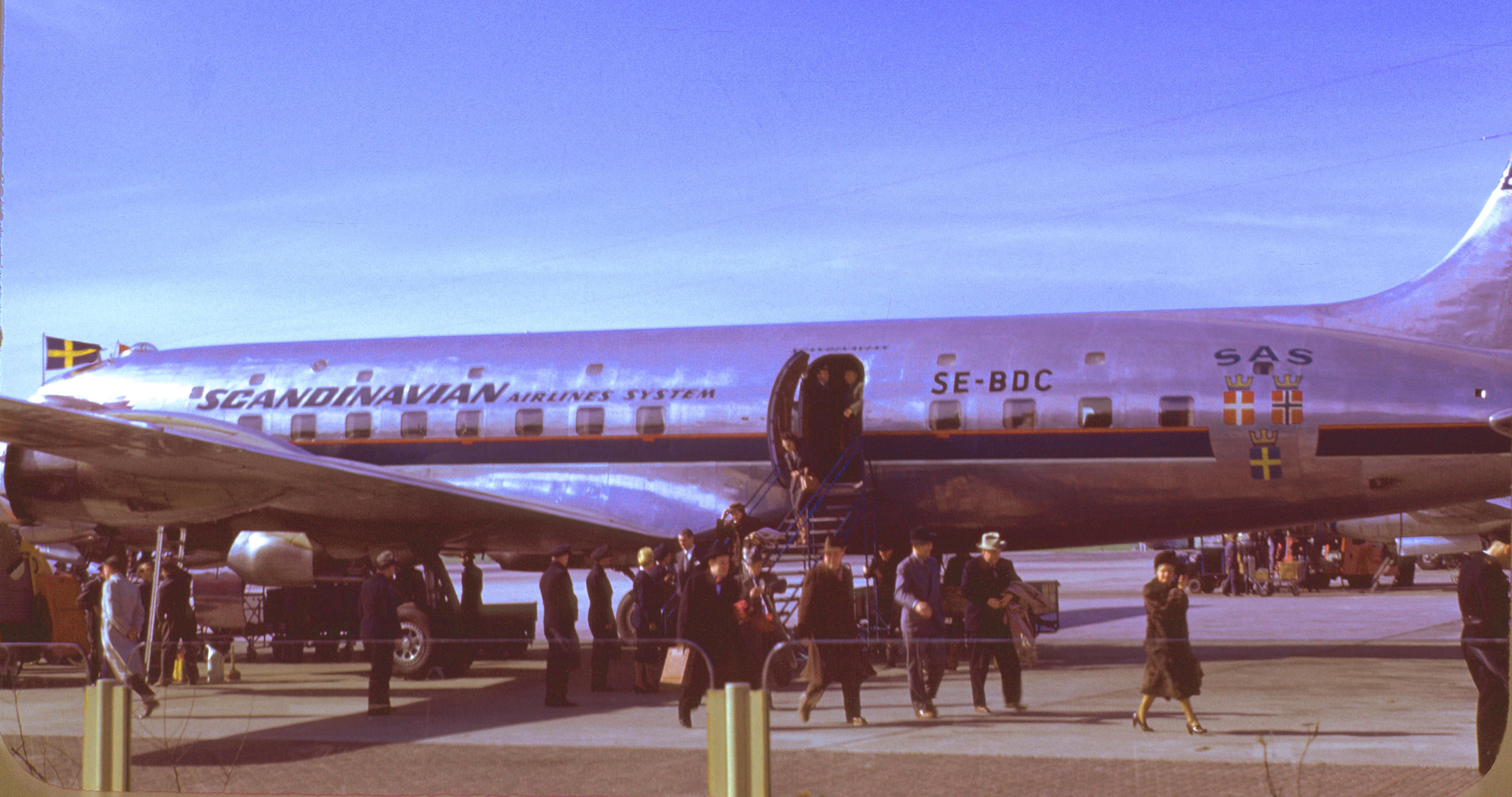
旅客正走出一架北欧航空的DC-6。注意机舱较上面的一排舷窗，表明该机相对标准款DC-6添加了可选的卧铺位

在1952年，泛美航空使用DC-6B，开始了它的首次跨大西洋观光飞行。
道格拉斯公司一共生产了四型DC-6：「基本型DC-6」；机身更长，更中，更长航程，有大型前向货舱门并加强了货舱地板的「DC-6A」；专门进行客运，无货舱门并且机舱地板较轻量的「DC-6B」；客货两用型，拥有两扇货舱门，但是装置了可拆卸座椅的「DC-6C」。DC-6B装备的普惠R-2800-CB-16引擎和汉密尔顿43E60恒速变距螺旋桨，被认为是当时活塞客机最优秀的动力之一。和DC-6A较为相似的军用型，就是美国空军的C-118「举重霸王」和美国海军的R6D，它们装备了更为强劲的R-2800-CB-17引擎。该引擎之后被DC-6B采用以执行国际航线任务。 
在朝鲜战争期间，美国空军和美国海军重新提起了对DC-6的兴趣，并且订购了总数达167架的C-118/R6D，其中一些战后又转为民用。杜鲁门总统的第一架总统专机就是一架美国空军的VC-118「独立号」。
包括军用型DC-6系列一共生产了702架。
在1960年代，两架DC-6被MPATI（中西部空中电视教学平台）计划使用，作为普渡大学教育电视讯号的转发平台。
很多老旧的客运型DC-6之后被道格拉斯DC-7取代，但是简单，更经济的DC-6引擎让DC-6相较更复杂的DC-7，生命力更加顽强。DC-6/7在进入喷气时代后，它们在客运一线的地位被波音707和道格拉斯DC-8所取代。
现时仍有少量DC-6用于加拿大和阿拉斯加北部的林业作业任务。

## 型號

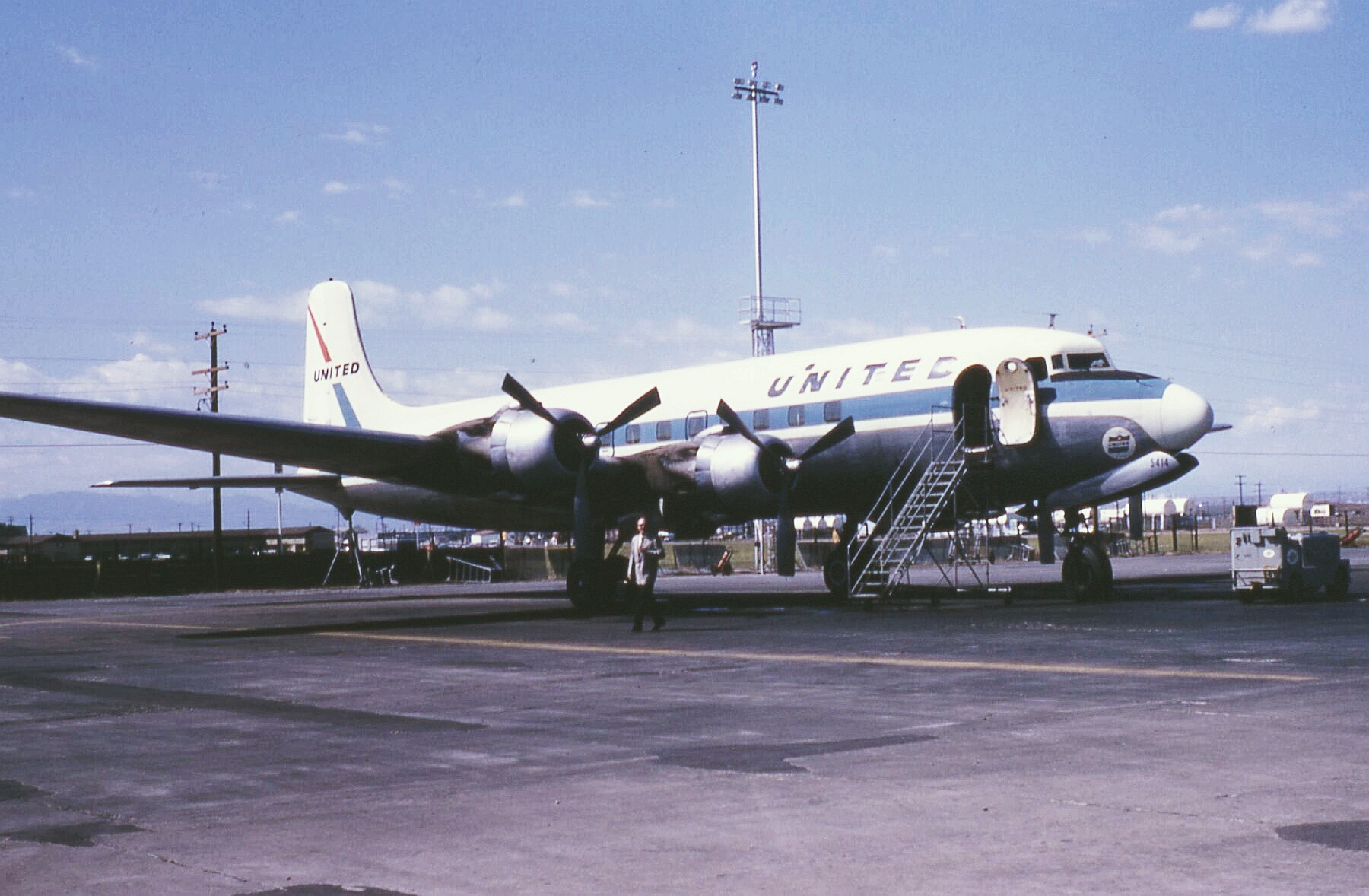
在丹佛Stapleton国际机场的一架联合航空的DC-6, 攝於1966年

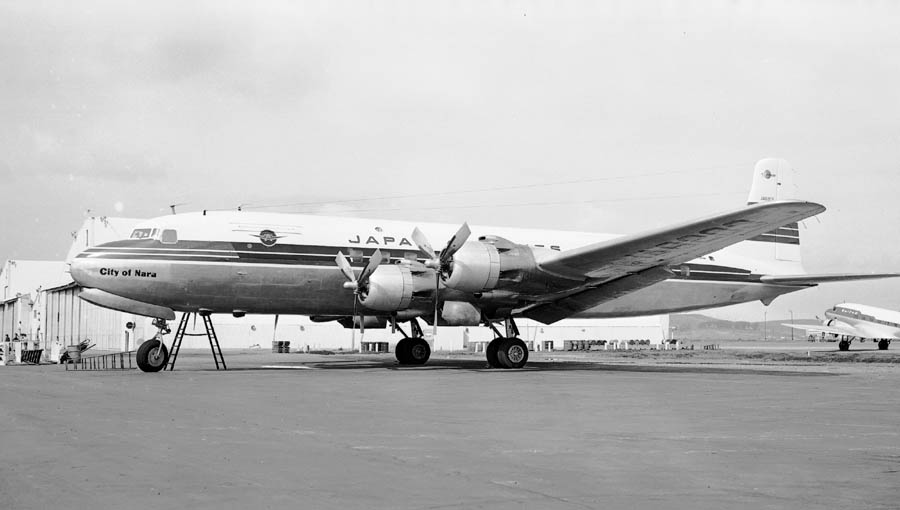
在舊金山國際機場的一架日本航空的DC-6A（註冊編號JA6203，名為奈良號），攝於1954年3月

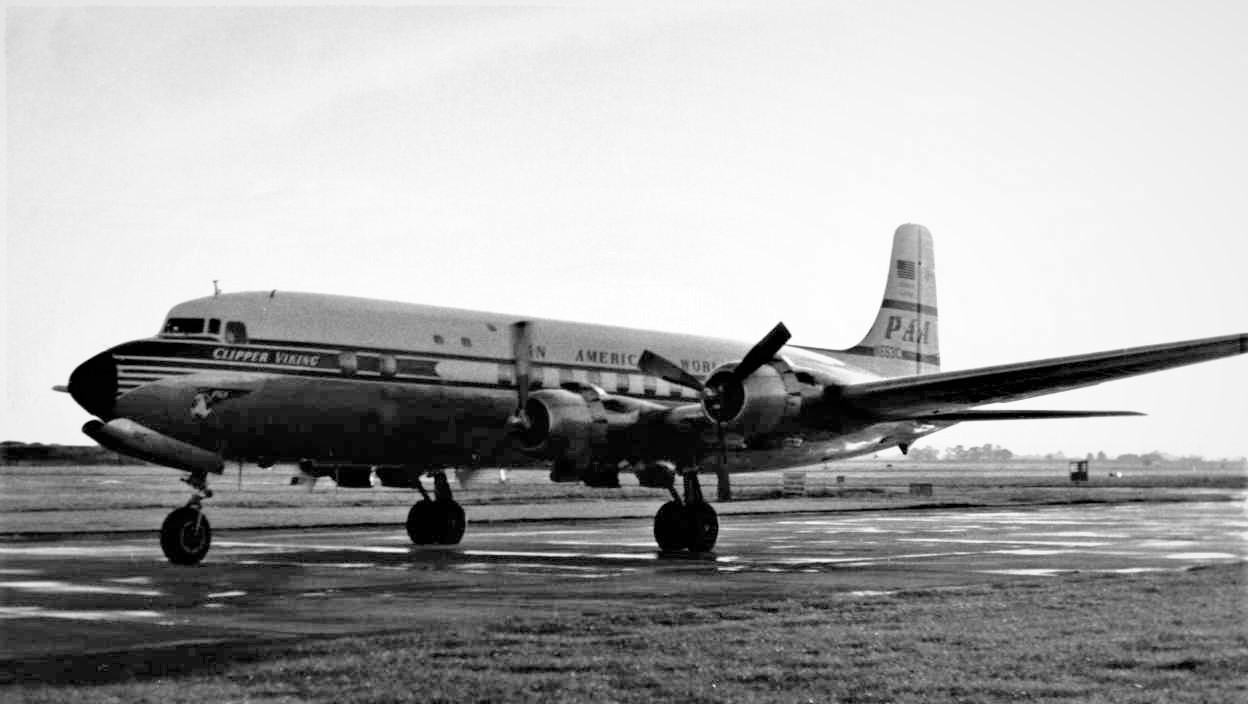
在希斯洛机场的一架泛美航空的DC-6B，攝於1954年9月

XC-112
美国军方对改进型C-54（DC-4）的编号；成为了DC-6的原型。最终编号为YC-112A，舱室加压，使用普惠R-2800-83AM3 引擎
DC-6
初期生产型
DC-6A
运输改型；机身略有加长；增加了货舱门
DC-6B
DC-6A的客运型，无货舱门
DC-6C
客货两用改型
VC-118
美国政府购买的，被改装成总统座机的一架DC-6，内部采用了25座12床位的专用设计
C-118A
DC-6A的美国空军编号，一共生产了101架
VC-118A
C-118A的要員运输改型
C-118B
R6D-1的重新编号
VC-118B
R6D-1Z的重新编号
R6D-1
DC-6A的美国海军编号，生产了65架
R6D-1Z
四架被改装成要員运输用的R6D-1

## 規格資料
- 机组：3人，机长、副机长、飞航工程师，根据旅客数目搭乘空中服务员
- 旅客数：54到102人
- 机身长度：32.18米
- 翼展：35.81米
- 高：8.66米
- 翼面积：135.9平方米
- 空重：25,110千克
- 最大起飞重量：48,500千克
- 动力源：4× 普惠 R-2800-CB-17星型活塞发动机
- 巡航速度：507千米/时
- 航程：4,840千米
- 实用升限：7,600米
- 爬升率：5.44米/秒

## 使用情况

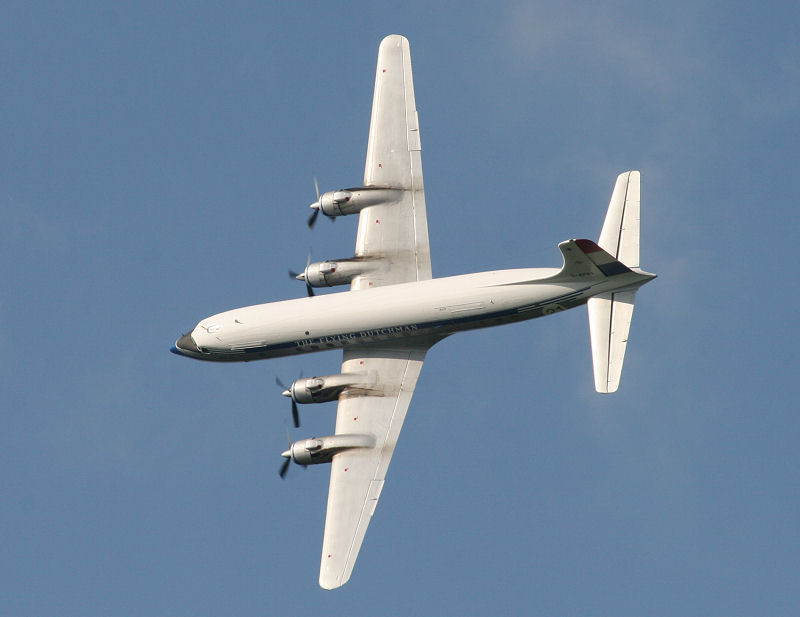
G-APSA在汉堡做飞行展示

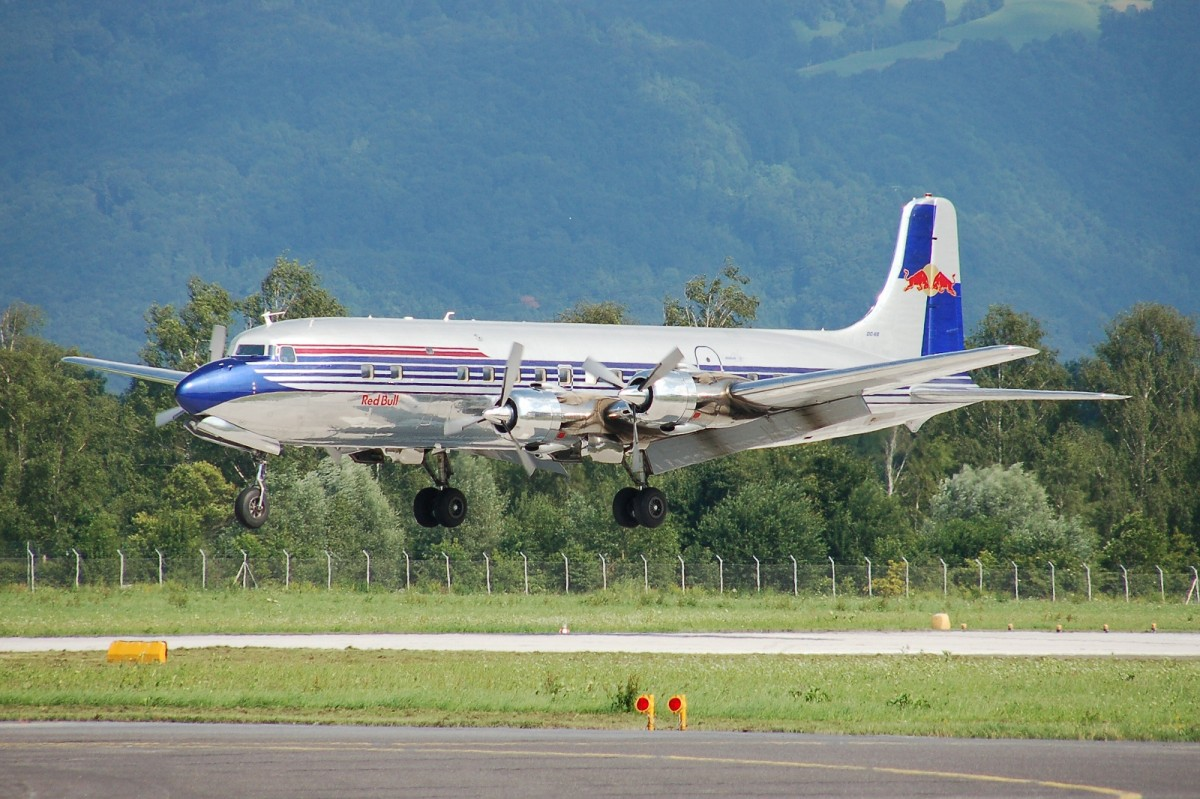
红牛公司的DC-6B在萨尔斯堡降落

现存的DC-6用户

### 军事运用
- 阿根廷
- 比利时
- 玻利维亚
- 巴西
- 智利
- 哥伦比亚
- 薩爾瓦多
- 法國
- 德国：德國聯邦國防軍
- 義大利
- 大韓民國
- 墨西哥
- 新西兰：新西兰空军
- 秘魯
- 葡萄牙
- 中華民國
- 美国：美国空军、美国海军
- 南斯拉夫
- 尚比亞

## 静态展示
有部分DC-6退役后，进入了博物馆被保存。

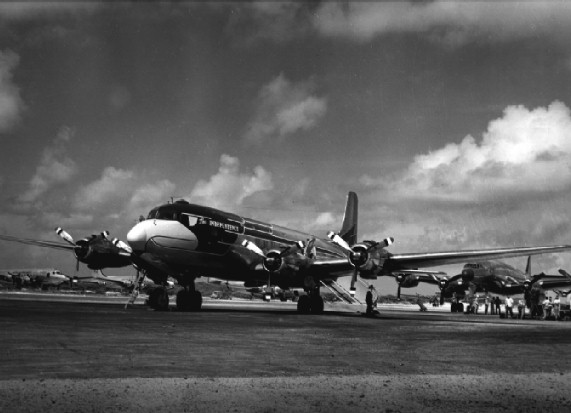
杜鲁门的VC-118专机, 独立号

- 最有名的DC-6是美国总统哈利·S·杜鲁门的专机，VC-118 独立号（编号46-505)），被保存在位于俄亥俄州代顿怀特·帕特森空军基地内的美国国家空军博物馆。该机于1965年退役后被博物馆收藏。在1977-1978年间，博物馆工作人员恢复了其之前的总统涂装和类似于老鹰的配色。现在该机在博物馆内的总统机库内做静态展示。

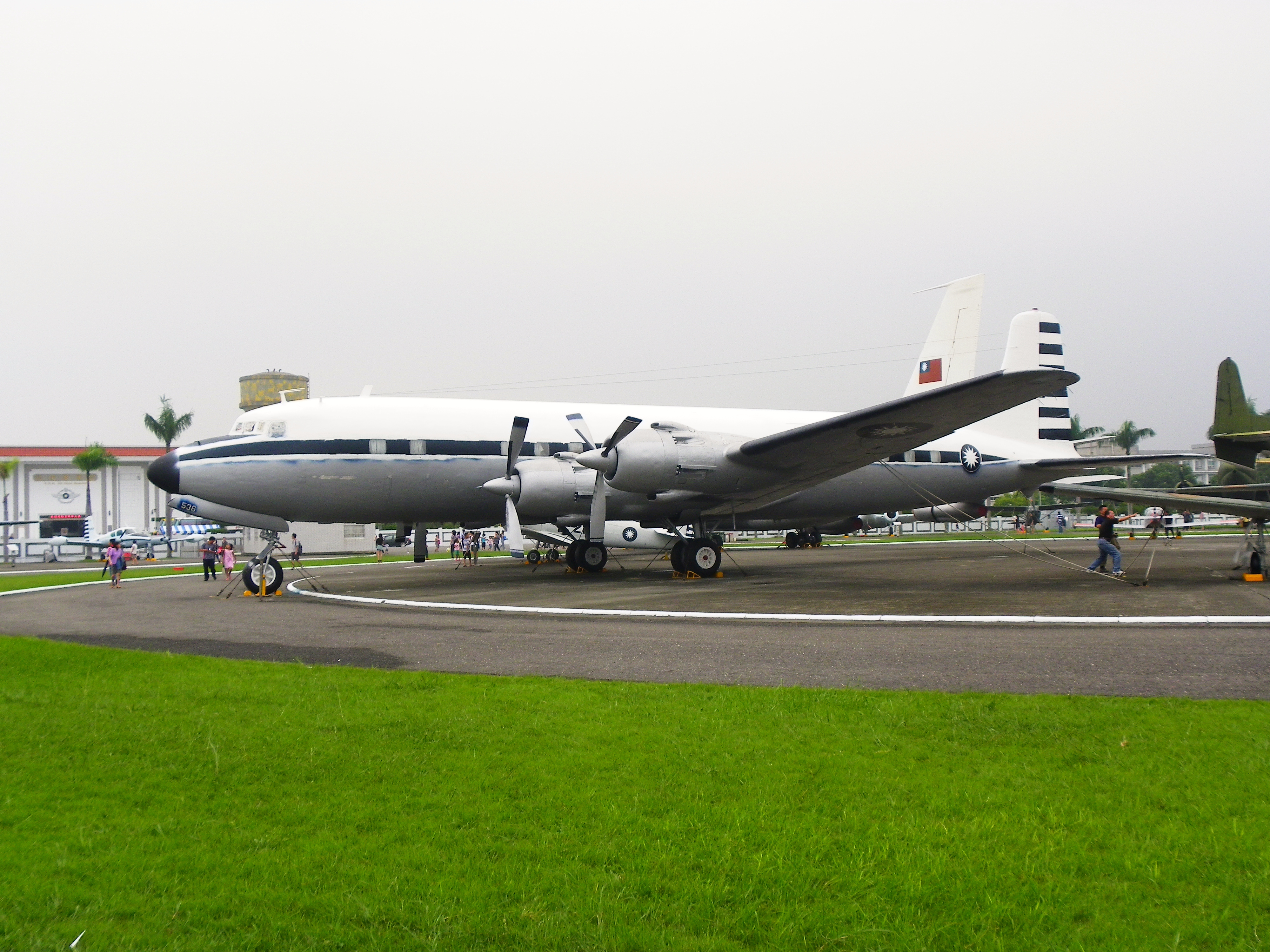
第二代中美號道格拉斯DC-6B現停放於中华民国空軍軍史館前空軍軍機展示場露天展示。

- 曾做為中華民國總統行政專機的第二代中美號道格拉斯DC-6B現停放於高雄市岡山區空軍軍史館前空軍軍機展示場露天展示。